# Gomma

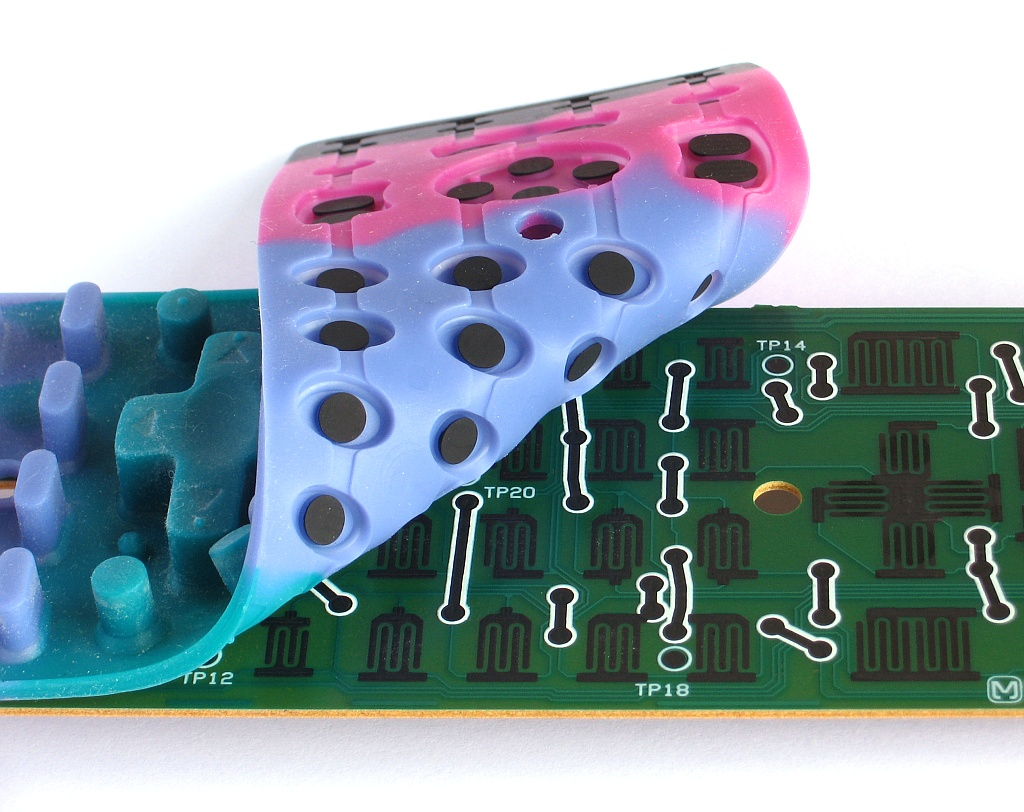
Componente in gomma di un telecomando

La gomma è un materiale, naturale o sintetico, caratterizzato da elevata elasticità, ossia in grado di deformarsi sotto l'azione di una forza esterna cessata la quale può tornare alla forma originale. 
La gomma - e in generale tutti gli elastomeri - sono chimicamente costituiti da polimeri (ossia macromolecole aventi un peso molecolare di alcune decine di migliaia di unità di massa atomica); tali macromolecole in condizioni di riposo sono ripiegate su loro stesse, mentre quando sottoposte a trazione sono capaci di distendersi, per poi riprendere la configurazione originaria al cessare della sollecitazione. 
A differenza delle macromolecole dei polimeri termoplastici, le macromolecole che compongono la gomma hanno un certo grado di reticolazione, cioè le macromolecole non hanno una struttura a catena lineare, ma risultano più o meno intrecciate tra loro (come una rete); questo vincola le macromolecole a muoversi attorno a dei punti fissi (i nodi della rete) e ciò ripristina la configurazione originale quando la sollecitazione meccanica viene meno. La vulcanizzazione, che viene eseguita per migliorare le caratteristiche meccaniche della gomma naturale, consiste nel trattare la gomma naturale con lo zolfo. Gli atomi di zolfo legano più macromolecole di gomma diverse creando la reticolazione responsabile del comportamento elastico.

## Storia

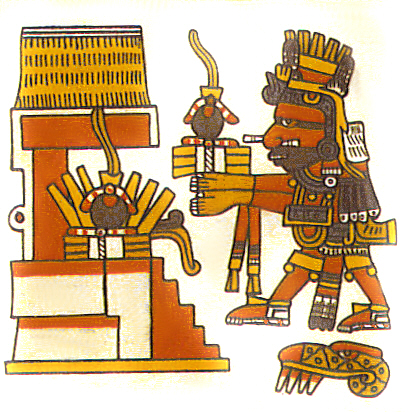
Pittura azteca di un'offerta votiva di una palla in gomma.

Le gomme sintetiche di più antico impiego sono il cloroprene (neoprene), la gomma stirolica e la gomma nitrilica, introdotte inizialmente in Germania con il nome di Buna-S e Buna-N.

## Classificazione
Vi sono attualmente in commercio due tipi di gomme, ma molte sigle che differenziano i vari sottotipi:
- Le gomme naturali, secondo la normativa UNI 7703, si ottengono coagulando il lattice ricavato da alcune piante tropicali (in particolare Hevea brasiliensis) e raccolte tramite incisione del tronco. Hanno ottime caratteristiche meccaniche, ma scarsa resistenza agli agenti atmosferici, alla temperatura ed a molti composti chimici.
- Le gomme sintetiche vengono prodotte a partire da semplici idrocarburi generando tramite polimerizzazione lattici artificiali successivamente coagulati, sono attualmente disponibili molti elastomeri artificiali, aventi caratteristiche meccaniche e di resistenza chimica assai diversificate.

Per la classificazione degli elastomeri si fa riferimento alla DIN/ISO 1629, la quale deriva dalla ASTM D 1418-79.

Tale norma suddivide le gomme sintetiche in 5 gruppi:
- gruppo M: polimeri che contengono catene polimeriche sature di polietilene. Fanno parte di questo gruppo: EPDM, ACM, CSM, FEPM, FFPM, FPM
- gruppo O: polimeri che contengono atomi di ossigeno. Fanno parte di questo gruppo: CO, ECO;
- gruppo Q: polimeri che contengono atomi di ossigeno e silicio. Fanno parte di questo gruppo: FMQ, MQ, PMQ, PVMQ, VMQ;
- gruppo R: polimeri che contengono carbonio insaturo. Fanno parte di questo gruppo: BIIR, BR, IIR, CR, IIR, IR, NBR, SBR;
- gruppo U: polimeri che contengono carbonio, ossigeno e azoto. Fanno parte di questo gruppo: AU, EU.

### Polimeri e copolimeri dienici

#### Polimeri dell'isoprene

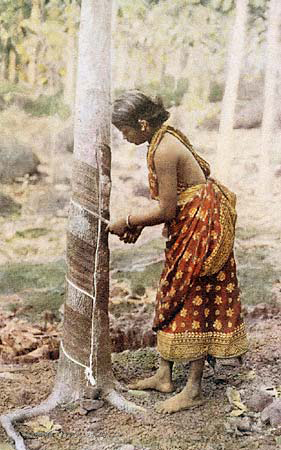
Estrazione della gomma naturale

Il poliisoprene naturale è anche detto gomma naturale o caucciù. Lattici gommosi si possono ottenere da numerose piante: se ne contano più di trecento, tutte viventi nei territori tropicali. Quella di gran lunga più importante è Hevea brasiliensis, originaria del bacino del Rio delle Amazzoni (Parà), attualmente coltivata in tutte le regioni tropicali e sub-tropicali adatte, che da sola fornisce circa il 90% della produzione mondiale di gomma naturale.
La gomma naturale, pur avendo molte utili proprietà, presenta anche alcuni inconvenienti. Un tempo i manufatti di gomma risultavano appiccicaticci e maleodoranti, rammollivano con il caldo e indurivano con il freddo. Si cercò allora, mediante trattamenti meccanici e miscele di opportuni additivi, di render stabili le proprietà della gomma. Un primo successo si ottenne con il masticatore a cilindri concentrici di Th. Hancock che, snervando il materiale, lo rendeva plastico e idoneo ad assorbire gli additivi (1820); ci si rivolse quindi alla ricerca di metodi di lavorazione chimico-fisici delle mescole e, con solventi idonei (etere, trementina, petrolio), si giunse a ottenere soluzioni gommose relativamente stabili adatte a impermeabilizzare tessuti (Ch. MacIntosh, 1823) e a ottenere fili elastici (Th. Hancock, 1837).
La completa stabilità delle proprietà della gomma fu ottenuta nel 1839 da Charles Goodyear che inventò la vulcanizzazione, un processo mediante il quale si creano delle reticolazioni fra le catene polimeriche per riscaldamento della gomma in presenza di zolfo. Le reticolazioni aumentano la resistenza della gomma e fungono in un certo senso da "memoria" che aiuta il polimero a riprendere la forma originale dopo uno stiramento.
L'organizzazione di una piantagione di Hevea richiede notevoli capitali, sia per la vastità dei terreni necessari sia per la preparazione di questi, la semina, il trapianto delle piantine; così pure la raccolta del lattice è assai complessa e richiede l'impiego di personale specializzato. Ciascuna pianta produce quasi 3 kg di gomma essiccata all'anno, alternando periodi di produzione a periodi di riposo. In media su 1 ettaro si piantano tra i 250 e i 300 alberi e la relativa produzione si aggira quindi sui 500/600 chilogrammi all'anno di caucciù, ma in alcuni casi, con colture particolarmente selezionate, si possono raggiungere i 2.000 kg/ettaro.
L'estrazione del lattice si ottiene incidendo un sottile e stretto strato di corteccia lungo un tracciato per lo più a lisca di pesce, ossia con una linea centrale longitudinale e varie altre oblique a essa convergenti da ambo i lati; il lattice che cola dai diversi tagli si raccoglierà alla base del tratto verticale con un recipiente fissato al fusto. L'operazione viene ripetuta periodicamente su ciascuna pianta, ma sempre in zone diverse, avendo cura di non ritornare sullo stesso tracciato prima di 6-7 anni. Il lattice estratto dalle piante viene coagulato con fumi di legni resinosi per ottenere la “para”, oppure con aggiunta di acido acetico o acido formico e successivamente essiccate a caldo per ottenere il “crèpe”.
La gomma essiccata si ricava per diluizione del lattice al 15% e acidificazione con acido formico con conseguente coagulazione e precipitazione sul fondo; un successivo passaggio attraverso una calandra a cilindri rotanti le impartisce la forma di fogli lisci o crespati. Il prodotto è poi inviato all'essiccamento in stufe in presenza di fumo di legna. Negli ultimi tempi la gomma è stata immessa sul mercato anche sotto forma di balle ricavate per granulazione del coagulo, essiccamento e compressione in stampi.
La gomma essiccata, in balle, se ha subito un lungo processo di immagazzinamento che può aver indotto cristallinità, viene tagliata e riscaldata a 30 °C e quindi inviata ad un masticatore dove viene sminuzzata sia per poterla mescolare ad altre qualità di gomma sia per ridurne la viscosità che durante l'immagazzinamento può essersi eccessivamente innalzata a causa dei processi di reticolazione. Segue una fase di miscelazione, che permette di aggiungere i componenti necessari a ottenere la resilienza e la resistenza meccanica proprie della gomma: i riempitivi per diminuire il costo e impartire resistenza meccanica (nero di carbone, silicato d'alluminio); antiossidanti e antiozonanti (arilammine, fenoli, diarilammine) per ridurre l'effetto dell'invecchiamento; plastificanti (acido stearico); oli per diminuire la viscosità; composti di zolfo e acceleranti necessari per la vulcanizzazione.
Per sopravulcanizzazione si ottiene l'ebanite, sostanza rigida e fragile, assai resistente agli agenti chimici.

#### Gomma stirolo (o stirene)
Meglio note come gomme SBR (dall'inglese Styrene-Butadiene Rubber). Hanno discrete caratteristiche meccaniche, sono utilizzate, per il loro basso costo, in applicazioni relativamente non impegnative in sostituzione della gomma naturale, principalmente per pneumatici.

#### Gomma nitrile
Mostrano elevata resistenza all'azione degli idrocarburi alifatici (meno agli aromatici), dei solventi non polari, degli oli e dei grassi, e resistenza alla temperatura anche fino a 130 °C. Sono sensibili all'ossidazione. Le gomme nitriliche, secondo la ISO 1629, sono identificate dalla sigla NBR.

#### Copolimeri butadiene-vinilpiridina
Hanno caratteristiche analoghe alle nitriliche, ma comportamento assai migliore alle basse temperature (al di sotto di – 30 °C)

#### Polimeri del clorobutadiene (neoprene)
Hanno caratteristiche meccaniche leggermente inferiori a quelle della gomma naturale, ma miglior resistenza all'ossidazione, agli idrocarburi, alla temperatura. Il mix di caratteristiche, pur se ciascuna in assoluto non eccellente, li rende adatti a moltissime applicazioni. Viene utilizzato nell'industria e per la produzione dei tessuti delle mute subacquee.

### Polimeri e copolimeri di monoolefine

#### Polimeri dell'isobutilene
Il più usato è un copolimero con piccole quantità (max. 5%) di isoprene, che prende il nome di "gomma butile", le mescole basate su questo polimero hanno resistenza a trazione modesta, ma buona resistenza all'abrasione, al taglio, alla temperatura e soprattutto permeabilità ai gas particolarmente bassa, pertanto sono usate per fabbricare camere d'aria, membrane per autoclavi, isolanti per cavi ecc.

#### Elastomeri da polietilene
Si usano soprattutto due famiglie di materiali:
Un polimero ottenuto per solfoclorurazione del polietilene (HYPALON), dotato di buona resistenza alla trazione, buon comportamento a freddo e a caldo, ottima resistenza all'ossidazione.
I terpolimeri butadiene-etilene-propilene (EPDM), che hanno avuto una larga diffusione in quanto, a fronte di costi contenuti, offrono discrete caratteristiche meccaniche, buona resistenza alla temperatura ed ai solventi polari e, soprattutto, insensibilità all'ossidazione.

#### Elastomeri da fluoro-olefine
I composti organici altamente fluorurati sono caratterizzati da elevatissima resistenza chimica, comparabile al politetrafluoroetilene omopolimero. Tuttavia la sua elevata cristallinità lo rende più affine ad una materia plastica che a un elastomero. Alcuni copolimeri del perfluoropropene presentano discrete caratteristiche meccaniche, ottima resistenza alla temperatura (inferiore solo alle gomme siliconiche) e al creep, e soprattutto resistenza alle aggressioni chimiche e agli idrocarburi anche aromatici che non ha paragoni, la resistenza non è buona nei confronti dei solventi polari (acetone ecc).
Normalmente questo tipo di gomme viene utilizzato in ambienti particolarmente aggressivi, come le atmosfere ossidanti o ricche di ossigeno. Alcuni di questi polimeri necessitano di un processo di vulcanizzazione diverso da quello termico, si usano perciò perossidi in combinazione con alcuni catalizzatori. Questo genere di polimeri è generalmente molto costoso e dedicato ad applicazioni particolari. Storicamente il primo elastomero fluorurato è stato prodotto da DuPont: si tratta di un terpolimero TFE HFP VDF, il cui nome è Viton.

### Elastomeri acrilici

#### Polimeri e copolimeri dell'acrilato di etile e dell'acrilato di butile
Hanno buona resistenza all'ossigeno e all'ozono anche a temperature elevate, e alla degradazione da raggi UV, sono utilizzati specialmente per rivestimenti e per conferire resistenza all'urto ad alcune materie plastiche.

#### Polimeri dei fluoroacrilati
Hanno buona resistenza a carburanti, lubrificanti, fluidi idraulici. Sono assai costosi e utilizzati prevalentemente in applicazioni aeronautiche.

#### Gomme al polisolfuro
Questi materiali (Thiokol) sono preparati per reazione tra cloruro di etilene e polisolfuro di sodio e vulcanizzati generalmente con ossido di zinco. Hanno un'ottima resistenza agli oli ma caratteristiche meccaniche alquanto scadenti.
Gli impieghi principali sono il rivestimento dei rulli da stampa, dei tubi per adduzione olio o carburante, il rivestimento dei serbatoi autosigillanti per aerei militari.
Una interessante applicazione è quella degli adesivi-sigillanti bicomponenti, autovulcanizzanti a freddo, impiegati ad es. per la sigillatura dei giunti stradali.

### Gomme poliestere
Sono ottenute per copolimerizzazione tra poliesteri lineari (che hanno catene molecolari relativamente corte) e diisocianati (che legano le estremità delle catene suddette), vulcanizzando il tutto con perossidi.
I materiali che si ottengono (Vulkollan, Adiprene, Vulcaprene, ecc.) hanno ottima resistenza alla trazione, allo strappo, all'abrasione, resistono all'aria a temperatura elevata (non quanto i fluorurati), e sono trasparenti.
I materiali Vulkollan, Adiprene, sono marchi relativi ad elastomeri poliuretanici, con polioli di varia natura, non necessariamente poliesteri. La vulcanizzazione segue una prima fase di prepolimerizzazione e non vengono utilizzati perossidi.

### Gomme siliconiche
Hanno natura diversa da quella di tutti gli altri elastomeri, in quanto le loro molecole non sono catene di atomi di carbonio, ma di silicio e ossigeno alternati, cui si collegano gruppi laterali alchilici.
La principale caratteristica è l'estrema resistenza alle temperature: infatti non si alterano fino a 250 °C e mantengono l'elasticità fino a -150 °C.
Inoltre resistono ottimamente all'ossigeno e all'ozono anche a caldo. Le caratteristiche meccaniche sono limitate, la resistenza agli idrocarburi clorurati e ai solventi ossigenati è bassa.
La presenza di nerofumo causerebbe lo sviluppo di gas ad alta temperatura e favorirebbe la combustione, pertanto vengono utilizzati solo rinforzanti e cariche minerali (silice, caolino, carbonato di calcio).
La vulcanizzazione si esegue spesso per irraggiamento con particelle ad alta energia.
Gli elastomeri siliconici sono utilizzati per apparecchiature medicali, protesi, giocattoli, maschere, isolanti elettrici e guarnizioni, poiché presentano:
- estrema resistenza alle alte e basse temperature;
- assenza di componenti che tendano ad evaporare o rilasciare gas;
- ottime caratteristiche dielettriche;
- resistenza all'ossidazione, all'idrolisi e all'azione di molti microorganismi;
- discreta resistenza chimica;
- anallergenicità.

## Lavorazione della gomma
Il ciclo di lavorazione che porta dal polimero al prodotto finito può essere suddiviso in quattro fasi:
1. lavorazione preparatoria del polimero, o masticazione
2. mescola
3. formatura
4. vulcanizzazione

La lavorazione o masticazione ha lo scopo di rendere l'elastomero molle e plastico, abbassandone il peso molecolare, cosicché sia più facile incorporare gli additivi e le cariche. Si esegue in mescolatori chiusi a ruote dentate (Banbury), in macchine a cilindri o in estrusori (Gordon). La temperatura tende a innalzarsi e deve essere mantenuta attorno a 100-120 °C mediante raffreddamento.
La mescola si esegue nella stessa macchina, aggiungendo nell'ordine e nelle quantità prestabilite i vari additivi quali cariche, rinforzanti, stabilizzanti, protettivi, antiossidanti, plastificanti, l'agente vulcanizzante e i relativi acceleranti.
Nel frattempo si procede con la masticazione per ottenere una massa omogenea.
La formatura si fa per:
- calandratura per le lastre;
- estrusione per tubi e profilati;
- stampaggio a compressione o stampaggio a trasferimento o stampaggio a iniezione per pezzi di forma più complicata.

Durante la calandratura o l'estrusione la temperatura viene mantenuta intorno ai 100 °C per mantenere plastico il materiale; nello stampaggio la formatura è contemporanea alla vulcanizzazione.
Normalmente i lattici coagulati non vengono utilizzati tali e quali, ma vengono sottoposti a vulcanizzazione, che consiste in un trattamento a caldo (alla temperatura di 140-180 °C) della gomma miscelata con opportuni additivi, quali zolfo, nero-fumo, cariche inerti, plastificanti ecc; la miscela meccanica da vulcanizzare si dice mescola. Durante questa operazione si ha la reticolazione della gomma, cioè si creano legami tra le catene molecolari che ne impediscono lo scorrimento reciproco, la gomma perde così la plasticità e l'appiccicosità. Durante la vulcanizzazione, la cui durata può variare da 1 a 30 minuti a seconda della mescola e delle dimensioni del manufatto, il manufatto assume la forma definitiva.
A seconda del tipo di oggetto che si vuole ottenere, la vulcanizzazione si effettua in stampi chiusi (stampaggio), o tra cilindri rotanti (calandratura), o in bagno di sali fusi dopo che il profilato è stato estruso.
Gli estrusi e i calandrati vengono riscaldati per azione di aria calda o di vapore surriscaldato, oppure per immersione in acqua surriscaldata o in sali fusi. In certi casi si utilizza il riscaldamento a radiofrequenza o con radiazioni ad alta energia.
Nello stampaggio si usa riscaldare lo stampo (generalmente per mezzo dei piani della pressa che lo contiene) con vapore o più facilmente tramite resistenze elettriche. La gomma si può trovare in commercio sotto forma di stampati, trafilati, fustellati ottenuti da fogli, lastre, blocchi o accoppiati.

## Utilizzi
Le gomme sono ampiamente utilizzate per attenuare vibrazioni (per esempio negli antivibranti, nelle sospensioni e negli ammortizzatori), per guarnizioni di tenuta, per elementi di appoggio autobloccanti, tappeti antiscivolo, elementi elastici, scarpe, pneumatici, isolamento dei cavi elettrici, palle, palline da tennis, tubi per varie applicazioni, nastri trasportatori, borse per l'acqua calda, canotti, galleggianti e altri manufatti.